# Скантеја (Вранча)
Скантеја (рум. Scânteia) насеље је у Румунији у округу Вранча у општини Жариштеа. Oпштина се налази на надморској висини од 306 m.

## Становништво
Према подацима из 2002. године у насељу је живело 256 становника, од којих су сви румунске националности.